# 이춘영
이춘영(李春永, 1869년 ~ 1896년)은 조선말의 의병장이다. 자는 우삼(友三), 호는 괴은(槐隱), 본관은 덕수(德水). 경기도 지평(砥平) 출신. 고종 32년(1895) 민비가 시해(弑害)되자 원주에서 의병을 일으켜 4백여 명을 모집, 단양(丹陽)에서 일본군을 격파했다. 이어 제천(堤川)으로 향하다 관군의 기습을 받아 의병이 해산되자, 유인석(柳麟錫)의 의병 부대에 들어가 중군(中軍)이 되었다. 조령(鳥嶺)·달천(撻川)·안보(安保) 등지에서 관군·일본군의 연합군과 싸운 뒤에 충주에서 전사했다.